# Migration (album)
Migration – to wydany w 1995 roku, drugi studyjny album hindusko-brytyjskiego muzyka, producenta i kompozytora Nitin Sawhneya. Na płycie gościnnie wystąpili min: Jayanta Bose czy Natacha Atlas. Jeden z pionierskich albumów z muzyką określaną jako 'Asian Underground'. Płyta wydana dokładnie w pięćdziesiątą rocznicę odzyskania przez Indie i Pakistan niepodległości, jako upamiętnienie tego zdarzenia.

## Lista utworów
1. Migration — 9:59
2. Bahaar — 5:10
3. Hope — 5:50
4. River Pulse (Rain Mix) — 4:02
5. Market Daze — 5:05
6. Punjabi — 4:28
7. Rahnjha — 3:54
8. Awarness — 2:18